# Ayuntamiento de Sevilla
El Ayuntamiento de Sevilla es una de las cuatro administraciones públicas españolas con responsabilidad política en la ciudad de Sevilla, junto con la Administración General del Estado, la Junta de Andalucía y la Diputación de Sevilla.

## Edificio

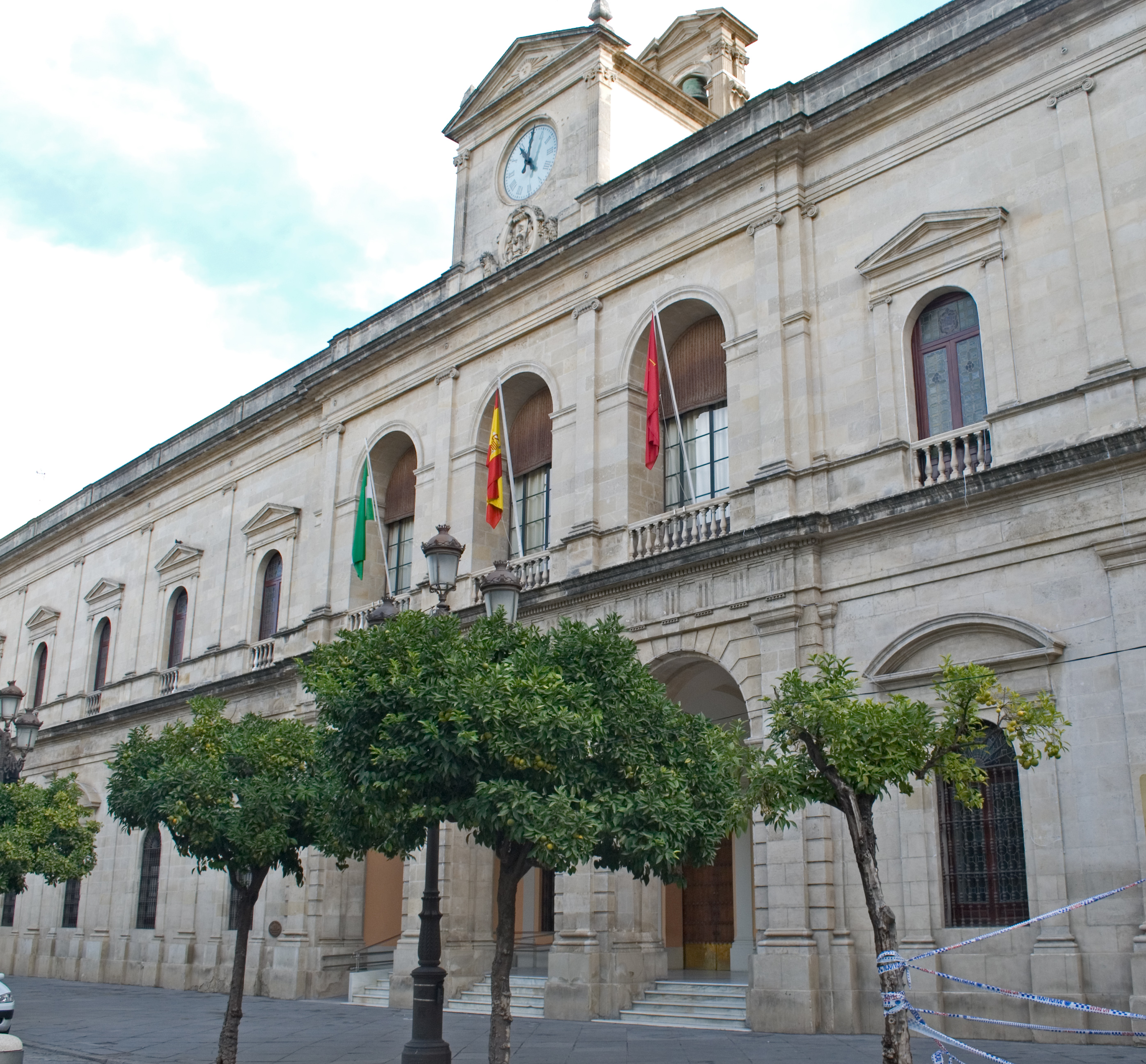
Fachada neoclásica de la casa consistorial de Sevilla, plaza Nueva

El edificio histórico que ocupa el Ayuntamiento constituye una de las muestras más notables de la arquitectura renacentista, con decoración menuda que popularmente se denomina plateresca. Se encuentra ubicado en la plaza Nueva. Se comenzó a edificar en el siglo XVI por Diego de Riaño, el maestro ejecutó el sector meridional del Ayuntamiento, un pequeño edificio con solo la Sala Capitular, el apeadero, la escalera antigua y la sala de Fieles Ejecutores, además del arquillo de comunicación con el monasterio franciscano y dos plantas recubiertas de relieves platerescos con representaciones de personajes históricos y míticos, heráldicas y emblemas alusivos a los fundadores de la ciudad, como Hércules y Julio César. Esta sede fue ampliado en el siglo XIX por Demetrio de los Ríos y Balbino Marrón, quienes trazaron una nueva fachada principal, orientada a la plaza Nueva, de corte neoclásico. En el proyecto de ampliación, moldearon y dirigieron los trabajos de talla los siguientes escultores, por orden fueron: Pedro Domínguez López (1898-1914), José Ordóñez Rodríguez (1914-1929) y Manuel Echegoyán (1955-1974). A su vez, reorganizaron el interior alrededor de dos patios y una gran escalera.
En la fachada oriental, la que mira hacia la plaza de San Francisco, presenta una cruz, que a lo largo del tiempo ha sido cambiada varias veces. Nada tiene que ver con el último auto de Fe ocurrido en 1781, que muchos creen sin fundamento, de hecho existen pruebas de la existencia de una cruz en dicho lugar antes de dicha fecha. En el grabado de 1668 de Louis Meunier, parece que hay una cruz adosada a la pared, junto a la puerta del apeadero del ayuntamiento, aunque no está muy claro; sin embargo existen dos pruebas claras de que la cruz ya existía con anterioridad al auto de fe; en el grabado de Pedro Tortorello “procesión del Corpus” realizado en 1738, se puede apreciar una cruz sobre peana junto a la fachada, 43 años antes del último Auto de Fe, y en una de las obras de la serie realizada por Domingo Martínez “Gran Mascarada” realizada en 1748, festejo patrocinado por la Real Fábrica de Tabacos para celebrar la subida al trono de Fernando IV, se aprecia perfectamente una cruz en el rincón de la fachada del ayuntamiento, 33 años antes del último Auto de Fe. Lo más probable es que conmemore un carnero o fosa común de la peste de 1649

## Organización municipal

Distritos de Sevilla

La administacion política de la ciudad se realiza a través de un Ayuntamiento de gestión democrática que cada cuatro años, con el conjunto de municipios de España, se eligen sus componentes. Por ley, y en función del número de habitantes que tiene la ciudad, el número de concejales de elección directa que componen el Ayuntamiento son 33. En las elecciones municipales celebradas en 2011, la constitución del Ayuntamiento fue de 20 concejales pertenecientes al Partido Popular (PP), 11 concejales pertenecientes al Partido Socialista (PSOE) y 2 concejales pertenecientes a Izquierda Unida (IU). Como consecuencia de dichos resultados se formó un gobierno del PP y el pleno municipal eligió alcalde por 4 años a Juan Ignacio Zoido Álvarez, del PP.
En las elecciones de 2015 en Sevilla, el Partido Popular (PP) obtuvo 12 concejales, el Partido Socialista (PSOE) 11, Ciudadanos (CS) 3, Participa Sevilla (3) e Izquierda Unida (IULV-CA) 2. Este escenario provocó que la que hasta ahora era la oposición negociase la investidura del actual alcalde socialista Juan Espadas (2015-2021), gracias a los votos de los dos partidos de izquierda con representación: IU y Participa Sevilla. Este apoyo solo fue para la investidura, por lo que el PSOE gobernaría con minoría en Sevilla, buscando acuerdos puntuales con el resto de partidos para sacar adelante propuestas a pleno, presupuestos y ordenanzas fiscales.
Para lograr la deseada calidad de los distintos servicios que los diferentes Ayuntamientos prestan a su ciudadanía, se facilita la posibilidad de realizar una división de naturaleza orgánica en sus términos municipales. La ciudad de Sevilla y su división por distritos se rige por el Reglamento Orgánico de las Juntas Municipales de Distritos, que fue acordado por el Ayuntamiento durante el pleno del 14 de julio de 2005.
Con el objetivo de la desconcentración y buscando la participación ciudadana, Sevilla se divide en 11 distritos diferentes cuya expansión geográfica y poblacional difiere mucho unos de otros según muestra la gráfica, correspondiendo la mayor población a los distritos periféricos. Todos ellos están organizados mediante una Junta Municipal de Distrito con su correspondiente delegado, oficinas administrativas, y representantes de las asociaciones vecinales de la zona.

## Alcaldes
| Periodo   | Nombre                                                            | Partido                                  |
| --------- | ----------------------------------------------------------------- | ---------------------------------------- |
| 1979-1983 | Luis Uruñuela Fernández                                           | Partido Andalucista (PA)                 |
| 1983-1987 | Manuel del Valle Arévalo                                          | Partido Socialista Obrero Español (PSOE) |
| 1987-1991 | Manuel del Valle Arévalo                                          | Partido Socialista Obrero Español (PSOE) |
| 1991-1995 | Alejandro Rojas Marcos                                            | Partido Andalucista (PA)                 |
| 1995-1999 | Soledad Becerril Bustamante                                       | Partido Popular (PP)                     |
| 1999-2003 | Alfredo Sánchez Monteseirín                                       | Partido Socialista Obrero Español (PSOE) |
| 2003-2007 | Alfredo Sánchez Monteseirín                                       | Partido Socialista Obrero Español (PSOE) |
| 2007-2011 | Alfredo Sánchez Monteseirín                                       | Partido Socialista Obrero Español (PSOE) |
| 2011-2015 | Juan Ignacio Zoido Álvarez                                        | Partido Popular (PP)                     |
| 2015-2019 | Juan Espadas Cejas                                                | Partido Socialista Obrero Español (PSOE) |
| 2019-2023 | Juan Espadas Cejas (2019-2021) Antonio Muñoz Martínez (2021-2023) | Partido Socialista Obrero Español (PSOE) |
| 2023-act. | José Luis Sanz Ruiz                                               | Partido Popular (PP)                     |

## Acuerdos de investidura o coaliciones de gobierno
Desde que se constituyeron los ayuntamientos democráticos en 1979, se han producido muchas formas de gobierno de la ciudad a través de las distintas coaliciones de gobierno que se han creado, puesto que no ha habido nunca la hegemonía de ningún partido político sobre otros. Sin embargo, en las elecciones municipales de 2007, ha desaparecido por primera vez el Partido Andalucista (PA) del Ayuntamiento y se ha acrecentado el bipartidismo PSOE-PP, si bien para gobernar el PSOE ha tenido que formar coalición con los tres ediles de Izquierda Unida Los Verdes Convocatoria por Andalucía (IULVCA) para hacer posible la mayoría de gobierno.
| Mandato   | Partidos implicados                          | Concejales |
| --------- | -------------------------------------------- | ---------- |
| 1979-1983 | PA + PSOE + PCE                              | 22/31      |
| 1983-1987 | Gobierno del PSOE con mayoría absoluta       | 19/31      |
| 1987-1991 | Gobierno del PSOE en minoría[cita requerida] | 13/31      |
| 1991-1995 | PA + PP                                      | 17/31      |
| 1995-1999 | PP + PA                                      | 19/31      |
| 1999-2003 | PSOE + PA                                    | 18/31      |
| 2003-2007 | PSOE + IU-LV-CA                              | 17/31      |
| 2007-2011 | PSOE + IU-LV-CA                              | 18/31      |
| 2011-2015 | Gobierno del PP con mayoría absoluta         | 20/31      |
| 2015-2019 | PSOE + IU-LV-CA + Participa                  | 16/31      |
| 2019-2023 | Gobierno del PSOE en minoría[cita requerida] | 13/31      |
| 2023-2027 | Gobierno del PP con mayoría absoluta         | 14/31      |

## Pleno
| Partido político    | Partido político                                                    | 2023   | 2019   | 2015   | 2011   | 2007   | 2003   | 1999   | 1995   | 1991   | 1987   | 1983   | 1979   |
| Partido político    | Partido político                                                    | Ediles | Ediles | Ediles | Ediles | Ediles | Ediles | Ediles | Ediles | Ediles | Ediles | Ediles | Ediles |
|                     | Partido Popular (PP)                                                | 14     | 8      | 12     | 20     | 15     | 12     | 13     | 10     | 8      | 8      | 10     | 0      |
|                     | Partido Socialista Obrero Español (PSOE)                            | 12     | 13     | 11     | 11     | 15     | 14     | 12     | 10     | 12     | 13     | 19     | 8      |
|                     | Vox                                                                 | 3      | 2      | 0      | —      | —      | —      | —      | —      | —      | —      | —      | —      |
|                     | Izquierda Unida (IU)-Partido Comunista de España (PCE)              | 2      | 4      | 2      | 2      | 4      | 3      | 2      | 4      | 2      | 3      | 6      | 6      |
|                     | Ciudadanos (CS)                                                     | 0      | 4      | 3      | —      | —      | —      | —      | —      | —      | —      | —      | —      |
|                     | Partido Andalucista (PA)                                            | —      | —      | —      | —      | 0      | 4      | 6      | 9      | 9      | 7      | 0      | 8      |
|                     | Centro Democrático y Social (CDS)-Unión de Centro Democrático (UCD) | —      | —      | —      | —      | —      | 0      | 0      | —      | 0      | 0      | 0      | 9      |
| Total de concejales | Total de concejales                                                 | 31     | 31     | 31     | 31     | 31     | 31     | 31     | 31     | 31     | 31     | 31     | 31     |

## Resultados electorales históricos
| Partido político                                                    | 2023  | 2023    | 2023       | 2019  | 2019    | 2019       | 2015  | 2015    | 2015       | 2011  | 2011    | 2011       | 2007  | 2007    | 2007       | 2003  | 2003    | 2003       | 1999  | 1999    | 1999       | 1995  | 1995    | 1995       | 1991  | 1991    | 1991       | 1987  | 1987    | 1987       | 1983  | 1983    | 1983       | 1979  | 1979   | 1979       |
| Partido político                                                    | %     | Votos   | Concejales | %     | Votos   | Concejales | %     | Votos   | Concejales | %     | Votos   | Concejales | %     | Votos   | Concejales | %     | Votos   | Concejales | %     | Votos   | Concejales | %     | Votos   | Concejales | %     | Votos   | Concejales | %     | Votos   | Concejales | %     | Votos   | Concejales | %     | Votos  | Concejales |
| Partido Popular (PP)                                                | 41,17 | 132 745 | 14         | 23,15 | 73 101  | 8          | 33,05 | 106 321 | 12         | 48,39 | 166 040 | 20         | 42,85 | 128 776 | 15         | 35,20 | 119 395 | 12         | 35,85 | 118 072 | 13         | 30,44 | 107 446 | 10         | 24,49 | 68 206  | 8          | 24,58 | 71 287  | 8          | 29,73 | 80 542  | 10         | 1,18  | 2850   | 0          |
| Partido Socialista Obrero Español (PSOE)                            | 34,19 | 110 242 | 12         | 39,24 | 123 933 | 13         | 32,16 | 103 461 | 11         | 28,90 | 99 168  | 11         | 41,44 | 124 534 | 15         | 38,60 | 130 958 | 14         | 35,21 | 115 968 | 12         | 28,54 | 100 729 | 10         | 38,78 | 108 028 | 12         | 38,75 | 112 388 | 13         | 56,48 | 153 002 | 19         | 24,81 | 60 116 | 8          |
| Vox                                                                 | 8,90  | 28 722  | 3          | 7,95  | 25 122  | 2          | 0,46  | 1495    | 0          | —     | —       | —          | —     | —       | —          | —     | —       | —          | —     | —       | —          | —     | —       | —          | —     | —       | —          | —     | —       | —          | —     | —       | —          | —     | —      | —          |
| Izquierda Unida (IU)-Partido Comunista de España (PCE)              | 7,04  | 22 710  | 2          | 14,10 | 44 546  | 4          | 5,97  | 19 203  | 2          | 7,01  | 24 066  | 2          | 8,58  | 25 772  | 4          | 8,97  | 30 443  | 3          | 7,77  | 25 606  | 2          | 12,87 | 45 416  | 4          | 6,90  | 19 216  | 2          | 9,16  | 26 562  | 3          | 8,90  | 24 099  | 2          | 18,45 | 44 704 | 6          |
| Ciudadanos (CS)                                                     | 1,56  | 5060    | 0          | 12,45 | 39 331  | 4          | 9,29  | 29 888  | 3          | —     | —       | —          | —     | —       | —          | —     | —       | —          | —     | —       | —          | —     | —       | —          | —     | —       | —          | —     | —       | —          | —     | —       | —          | —     | —      | —          |
| Partido Andalucista (PA)                                            | —     | —       | —          | —     | —       | —          | —     | —       | —          | —     | —       | —          | 4,50  | 13 839  | 0          | 12,32 | 41 805  | 4          | 17,64 | 58 093  | 6          | 26,19 | 92 417  | 9          | 27,70 | 77 168  | 9          | 20,85 | 60 479  | 7          | 2,98  | 8 080   | 0          | 23,51 | 56 957 | 8          |
| Centro Democrático y Social (CDS)-Unión de Centro Democrático (UCD) | —     | —       | —          | —     | —       | —          | —     | —       | —          | —     | —       | —          | —     | —       | —          | 0,06  | 217     | 0          | 0,07  | 235     | 0          | —     | —       | —          | 0,31  | 877     | 0          | 2,40  | 6968    | 0          | 1,18  | 3191    | 0          | 27,13 | 65 725 | 9          |

## Áreas de servicio municipales
La gestión ejecutiva municipal está organizada por áreas de gobierno al frente de las cuales hay un concejal del equipo de gobierno. Cada área de gobierno tiene varias delegaciones en función de las competencias que se le asignan y que son variables de unos gobiernos municipales a otros.
El equipo de gobierno de 2008 está estructurado en las siguientes áreas de gobierno: Área de Bienestar, Área de Coordinación, Área de Innovación, Área de Socioeconomía y Área de Urbanismo.

## Evolución de la deuda viva municipal
El concepto de deuda viva contempla sólo las deudas con cajas y bancos relativas a créditos financieros, valores de renta fija y préstamos o créditos transferidos a terceros, excluyéndose, por tanto, la deuda comercial.
| Gráfica de evolución de la deuda viva del Ayuntamiento entre 2008 y 2023                          |
|                                                                                                   |
| Deuda viva del Ayuntamiento de Sevilla, en miles de euros, según datos del Ministerio de Hacienda |